# 拉謝爾湖
48°58′31″N 13°24′7″E / 48.97528°N 13.40194°E

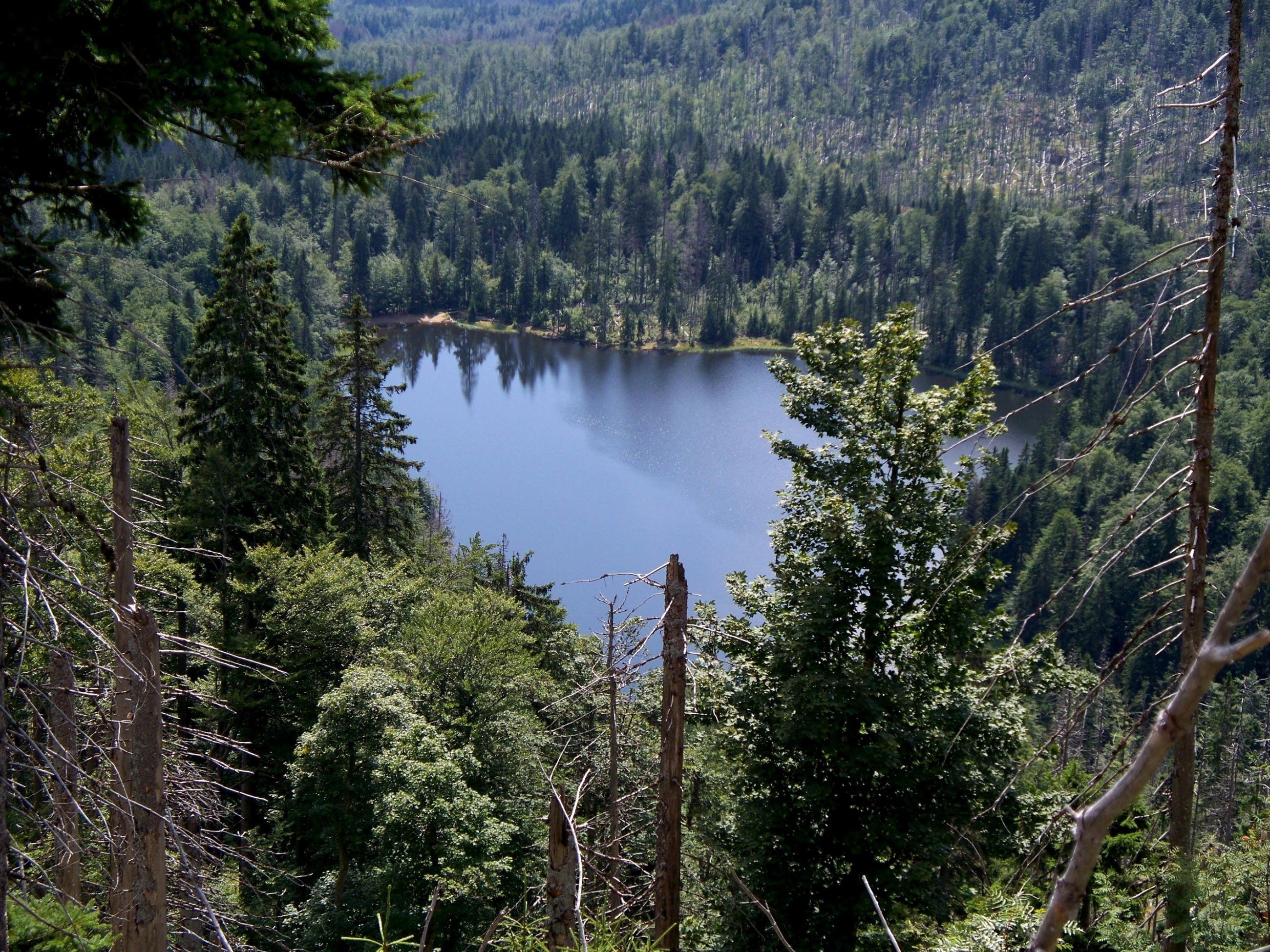

拉謝爾湖（德語：Rachelsee），是德國的湖泊，位於該國東南部，由巴伐利亞負責管轄，長0.4公里、寬0.2公里，面積0.06平方公里，海拔高度1,071米，平均水深3米，最大水深13米，水體容量18萬立方米。